# Perugia Calcio 2006-2007
Questa voce raccoglie le informazioni riguardanti il Perugia Calcio nelle competizioni ufficiali della stagione 2006-2007.

## Stagione
Dopo la chiusura del precedente rapporto con Paolo Stringara, nel giugno del 2006 la squadra biancorossa viene affidata all'ex grifone degli anni 80, Corrado Benedetti, tuttavia esonerato alla sesta giornata del campionato. Per il resto della stagione il Perugia è allenato dal nuovo tecnico Marco Cari, il quale non riesce nell'obiettivo prefissato di raggiungere i play-off di Serie C1; nella Coppa Italia maggiore e in quella di categoria, in entrambe le occasioni il club perugino esce invece al primo turno.
Il 4 maggio 2007 il presidente dei grifoni Vincenzo Silvestrini rassegna inoltre le dimissioni, in seguito alla contestata decisione di far disputare il derby umbro con la Ternana senza tifosi nonché al mancato raggiungimento dell'obiettivo sportivo.

## Rosa
| N. |                   | Ruolo | Calciatore          |
| -- | ----------------- | ----- | ------------------- |
|    | Italia (bandiera) | D     | Salvatore Accursi   |
|    | Italia (bandiera) | C     | Marcello Albino     |
|    | Italia (bandiera) | A     | Luigi Anaclerio     |
|    | Italia (bandiera) | C     | Simone Dante Angeli |
|    | Italia (bandiera) | A     | Matteo Ardemagni    |
|    | Italia (bandiera) | D     | Francesco Baldini   |
|    | Italia (bandiera) | C     | Nicola Beati        |
|    | Italia (bandiera) | C     | Andrea Bernini      |
|    | Italia (bandiera) | P     | Emanuele Bianchi    |
|    | Italia (bandiera) | D     | Luca Ceppitelli     |
|    | Italia (bandiera) | D     | Francesco Ferrini   |
|    | Italia (bandiera) | A     | Ciro Ginestra       |
|    | Italia (bandiera) | C     | Gabriele Goretti    |
|    | Italia (bandiera) | C     | Mirko Guadalupi     |

| N. |                       | Ruolo | Calciatore           |
| -- | --------------------- | ----- | -------------------- |
|    | Portogallo (bandiera) | C     | José Aleixo Mamede   |
|    | Italia (bandiera)     | D     | Davide Mandorlini    |
|    | Italia (bandiera)     | A     | Fabio Mazzeo         |
|    | Italia (bandiera)     | C     | Francesco Mocarelli  |
|    | Italia (bandiera)     | A     | Francesco Pellecchia |
|    | Italia (bandiera)     | P     | Andrea Pinzan        |
|    | Italia (bandiera)     | C     | Andrea Pisiniccia    |
|    | Italia (bandiera)     | A     | Antonio Rizzo        |
|    | Italia (bandiera)     | A     | Raffaele Rubino      |
|    | Italia (bandiera)     | D     | Andrea Sussi         |
|    | Francia (bandiera)    | A     | Ousmane Sy           |
|    | Italia (bandiera)     | D     | Roberto Taurino      |
|    | Brasile (bandiera)    | C     | Ronaldo Vanin        |
|    | Italia (bandiera)     | D     | Gill Voria           |

## Risultati

### Serie C1

#### Girone di andata
| Arbitro: | Valeri (Roma) |

|                     |           |  |
| Mazzeo 90+3’ (rig.) | Marcatori |  |

| Arbitro: | Mannella (Avezzano) |

|                                |           |                       |
| Giglio 24’, 28’ S. Morello 90’ | Marcatori | 60’ Rubino 76’ Mazzeo |

| Arbitro: | M. Russo (Milano) |

|            |           |              |
| Mazzeo 28’ | Marcatori | 30’ R. Perna |

| Teramo 24 settembre 2006 4ª giornata | Teramo               | 0 – 0 | Perugia | Stadio di Teramo\| Arbitro: \| Palazzino (Ciampino) \| |
| Arbitro:                             | Palazzino (Ciampino) |       |         |                                                        |

| Arbitro: | Marrocco (Pisa) |

|                                     |           |            |
| Evacuo 19’ G. Grieco 52’ Tufano 73’ | Marcatori | 88’ Mazzeo |

| Arbitro: | Forconi (Aprilia) |

|              |           |  |
| Mazzeo 90+4’ | Marcatori |  |

| Arbitro: | Baracani (Firenze) |

|                      |           |  |
| E. Ferraro 4’ (rig.) | Marcatori |  |

| Arbitro: | Gallione (Alessandria) |

|               |           |  |
| Mandorlini 3’ | Marcatori |  |

| Arbitro: | Zanardo (Conegliano) |

|            |           |                    |
| Mazzeo 19’ | Marcatori | 73’ (rig.) Salgado |

| Arbitro: | Pinzani (Empoli) |

|              |           |            |
| Castaldo 51’ | Marcatori | 28’ Rubino |

| Arbitro: | Tommasi (Bassano del Grappa) |

|  |           |             |
|  | Marcatori | 69’ Ambrosi |

| Arbitro: | Scoditti (Bologna) |

|  |           |                           |
|  | Marcatori | 45+1’ Mazzeo 90+1’ Rubino |

| Arbitro: | Cavarretta (Trapani) |

|               |           |  |
| Guadalupi 84’ | Marcatori |  |

| Arbitro: | Barletta (Bernalda) |

|                      |           |  |
| Trinchera 51’ (rig.) | Marcatori |  |

| Arbitro: | Barbirati (Ferrara) |

|                        |           |                   |
| Mamede 35’ Bernini 42’ | Marcatori | 28’ F. Del Grosso |

| Arbitro: | Peruzzo (Schio) |

|                                  |           |                 |
| De Giorgio 48’, 69’ Ercolano 82’ | Marcatori | 53’, 57’ Mazzeo |

| Arbitro: | Corletto (Castelfranco Veneto) |

|              |           |  |
| Ginestra 84’ | Marcatori |  |

#### Girone di ritorno
| Arbitro: | Gallione (Alessandria) |

|             |           |              |
| Carlini 60’ | Marcatori | 5’ Guadalupi |

| Arbitro: | Tozzi (Lido di Ostia) |

|                                                |           |  |
| A. Rizzo 48’ (rig.) Ginestra 78’ Bernini 90+3’ | Marcatori |  |

| Martina Franca 28 gennaio 2007 20ª giornata | Martina          | 0 – 0 | Perugia | Stadio Giuseppe Domenico Tursi\| Arbitro: \| Pinzani (Empoli) \| |
| Arbitro:                                    | Pinzani (Empoli) |       |         |                                                                  |

| Arbitro: | Ferrandini (Sondrio) |

|                                                      |           |                                  |
| Ginestra 30’ L. Anaclerio 43’ Taurino 66’ Rubino 86’ | Marcatori | 45+1’ Gargiulo 53’ (rig.) Myrtaj |

| Arbitro: | Forconi (Aprilia) |

|             |           |  |
| Baldini 57’ | Marcatori |  |

| Arbitro: | Paparazzo (Catanzaro) |

|              |           |  |
| Cichella 84’ | Marcatori |  |

| Arbitro: | Cavarretta (Trapani) |

|                |           |          |
| Moscarelli 19’ | Marcatori | 9’ Sestu |

| Arbitro: | Candussio (Cervignano del Friuli) |

|  |           |                          |
|  | Marcatori | 63’ Baldini 90+2’ Mazzeo |

| Arbitro: | Valeri (Roma) |

|             |           |                                        |
| Salgado 23’ | Marcatori | 70’ Pellicchia 74’ Mazzeo 90+2’ Rubino |

| Perugia 25 marzo 2007 27ª giornata | Perugia             | 0 – 0 | Juve Stabia | Stadio Renato Curi\| Arbitro: \| Mannella (Avezzano) \| |
| Arbitro:                           | Mannella (Avezzano) |       |             |                                                         |

| Taranto 1º aprile 2007 28ª giornata | Taranto                      | 0 – 0 | Perugia | Stadio Erasmo Iacovone\| Arbitro: \| Tommasi (Bassano del Grappa) \| |
| Arbitro:                            | Tommasi (Bassano del Grappa) |       |         |                                                                      |

| Arbitro: | Gambini (Roma) |

|            |           |  |
| Rubino 54’ | Marcatori |  |

| Arbitro: | C. Russo (Nola) |

|                |           |  |
| Volpe 62’, 88’ | Marcatori |  |

| Arbitro: | Tozzi (Lido di Ostia) |

|                         |           |  |
| Guadalupi 7’ Rubino 68’ | Marcatori |  |

| Arbitro: | Cavarretta (Trapani) |

|                                  |           |                |
| Tozzi Borsoi 21’ Zamperini 90+2’ | Marcatori | 72’ Pellecchia |

| Arbitro: | Pinzani (Empoli) |

|  |           |                   |
|  | Marcatori | 28’ (rig.) Aquino |

| Arbitro: | Pizzi (Saronno) |

|                            |           |                                  |
| Antenucci 4’ Scartozzi 33’ | Marcatori | 35’, 55’, 89’ Rubino 74’ Taurino |

### Coppa Italia
| Arbitro: | De Marco (Chiavari) |

|                                     |                      |                                                 |
| Mazzeo Albino A. Rizzo Voria Rubino | Tiri di rigore 3 – 4 | Beati Vigna A. Simonetta F. Lauria Floro Flores |

### Coppa Italia Serie C
| Perugia 18 ottobre 2006 Secondo turno - Andata | Perugia           | 0 – 0 | Sansovino | Stadio Renato Curi\| Arbitro: \| Baratta (Salerno) \| |
| Arbitro:                                       | Baratta (Salerno) |       |           |                                                       |

| Arbitro: | Lioce (Molfetta) |

|                                 |           |  |
| M. Agostinelli 12’ Borgogni 27’ | Marcatori |  |